# Colonna sonora di Halo: Combat Evolved
La colonna sonora di Halo: Combat Evolved (in inglese Halo Original Soundtrack) fu composta e prodotta da Martin O'Donnell e Michael Salvatori per conto della Bungie, venendo poi pubblicata l'11 giugno 2002. Il primo pezzo scritto da O'Donnell, intitolato Halo, finì per diventare la principale melodia di tutta la serie di Halo, in particolare la trilogia principale.
La colonna sonora presenta un'ampia gamma di stili musicali, tra cui canto, orchestra d'archi e percussioni. A seguito della messa in commercio, il lavoro è stato ben accolto dalla critica. I giudizi hanno applaudito l'ampia gamma di stili musicali presenti, con alcuni autori delle recensioni che hanno ritenuto il livello del lavoro talmente ottimo da sostenere che si potesse godere anche senza avviare il videogioco. Un'edizione speciale dell'opera uscì il 28 ottobre 2003, con all'interno un DVD, un trailer, un filmato demo e i brani in alta qualità di Halo 2.

## Realizzazione
In qualità di direttore audio della Bungie, Martin O'Donnell fu incaricato di realizzare dei brani musicali per Halo: Combat Evolved. Egli aveva già operato dei progetti precedenti curati dalla Bungie, tra cui Myth: The Fallen Lords, mentre lavorava per la sua compagnia audio, TotalAudio, insieme a Michael Salvatori. O'Donnell si era dichiarato particolarmente ansioso per il progetto, affermando di essersi avvicinato a esso nei momenti iniziali «con timore e trepidazione». Durante la stessa intervista, O'Donnell confessò che a influenzarlo maggiormente furono gli stili musicali che lo appassionavano, su tutti «un po' di Samuel Barber [che] si fonde con Giorgio Moroder». Il direttore della cinematica della Bungie, Joseph Staten, suggerì a O'Donnell che «la musica avrebbe dovuto trasmettere un senso di grandiosità, di potenza e abbinare i suoni di una civiltà antica alle ambientazioni di Halo».
Il primo brano musicale di O'Donnell, "Halo", il quale sarebbe diventato «il cavallo di battaglia della serie», fu scritto e registrato nel giro di tre giorni. O'Donnell convinse Alex Seropian a consentirgli di riprodurre un brano musicale originale in tempo per la dimostrazione della Macworld Conference & Expo del 1999 del gioco. Egli trasse ispirazione dal celebre brano dei Beatles intitolato "Yesterday". O'Donnell reclutò Salvatori e altri tre colleghi con cui aveva registrato dei jingle, Robert Bowker, Jeffrey Morrow e Rob Trow, per riprodurre i «monaci cantanti» che aprono il pezzo. All'inizio, O'Donnell aveva pensato che il qawwali, uno stile musicale indiano, potesse fungere da modello per i ruoli vocali che avrebbero dovuto interpretare i cantanti, ma dopo aver eseguito una prova di ciò che aveva in mente, gli altri consigliarono di seguire l'idea del canto gregoriano. Il brano venne presentato in anteprima alla Macworld Conference & Expo del 1999.
I temi rimanenti furono scritti, registrati e prodotti nel corso del 2001. Alla musica si lavorò con una varietà di strumentazioni tra cui «tastiere, sintetizzatori e campionatori, nonché apparecchiature di registrazione digitale controllate da computer». Le strumentazioni dal vivo, curate dai membri della Chicago Symphony e della Chicago Lyric Opera Orchestra, vennero aggiunte dove necessario. La colonna sonora presenta un'ampia gamma di suoni, con O'Donnell che la descrisse un mix di «canti gregoriani, sequenze curate dall'orchestra, delle percussioni e una percentuale minori di elementi qawwali». Lavorando a stretto contatto con i level designer, O'Donnell ripartì il soundtrack «in segmenti». Sulla base di queste sequenze, il motore sonoro di Halo è in grado di riprodurre la musica in maniera dinamica, adattandosi al momento della campagna più o meno concitato che sperimenta il giocatore. Al momento dell'uscita della colonna sonora, O'Donnell riarrangiò la musica presente nel gioco per rendere «più gradevole» l'ascolto della colonna sonora.
La Bungie aveva precedentemente pubblicato delle colonne sonore per i loro giochi su richiesta dei fan, ma la Microsoft era riluttante all'ipotesi di curare una colonna sonora particolarmente elaborata per Halo; all'epoca, la maggior parte dei videogiochi non vantava una versione commerciale dei brani musicali. Alla fine, l'azienda di proprietà di Bill Gates acconsentì e diede il placet all'operazione a seguito delle richieste pressanti compiute da O'Donnell e della sollecitazione esterna del musicista Nile Rodgers.

## Accoglienza
Le opinioni sulla colonna sonora si sono rivelate generalmente positive da parte della critica. La IGN ha elogiato il soundtrack per l'ampio ricorso a vari strumenti affermando: «Laddove altre colonne sonore di videogiochi tendono a mancare il segno quando combinano elementi elettronici e organici, O'Donnell e Salvatori sembrano aver trovato un equilibrio piuttosto stabile tra i due divergenti suoni». Nel complesso, la recensione riteneva l'opera «una delle migliori esperienze musicali presenti sui videogiochi disponibili» e che non fosse necessario giocare per godersi la colonna sonora. Nella recensione di Monsters At Play, Michael Johnson definì la colonna sonora «66 minuti di purezza orchestrale», rimarcando l'ampia gamma di brani musicali utilizzati alla stregua di un punto di forza. Nuketown conferì alla colonna sonora un voto di 9 su 10, sostenendo che «la colonna sonora rappresenta un gradito e felice ricordo dei bei tempi passati a sparare le inarrestabili orde di alieni». Le copie vendute a seguito della pubblicazione superarono le 40.000 copie.

## Tracce
Ogni brano fu scritto e composto da Martin O'Donnell e Michael Salvatori.
1. Opening Suite – 3:33
2. Truth and Reconciliation Suite – 8:25
3. Brothers in Arms – 1:29
4. Enough Dead Heroes – 3:00
5. Perilous Journey – 2:26
6. A Walk in the Woods – 1:52
7. Ambient Wonder – 1:57
8. The Gun Pointed at the Head of the Universe – 2:26
9. Trace Amounts – 1:51
10. Under Cover of Night – 3:41
11. What Once Was Lost – 1:40
12. Lament for Pvt. Jenkins – 1:14
13. Devils... Monsters... – 1:30
14. Covenant Dance – 1:57
15. Alien Corridors – 1:48
16. Rock Anthem for Saving the World – 1:17
17. The Maw – 1:06
18. Drumrun – 1:01
19. On a Pale Horse – 1:35
20. Perchance to Dream – 1:00
21. Library Suite – 6:47
22. The Long Run – 2:12
23. Suite Autumn – 4:22
24. Shadows – 0:59
25. Dust and Echoes – 2:49
26. Halo – 4:22

## Autori
Tutte le informazioni sono tratte dalla copertina del CD.
- Martin O'Donnell (ASCAP) – Scrittore, compositore, musicista e cantante
- Michael Salvatori (ASCAP) - Scrittore, compositore, musicista e cantante
- Harry Hmura - musicista
- Arnie Roth - musicista
- Peter Labella - musicista
- Everett Zlatoff-Mirsky - musicista
- Elliott Golub - musicista
- Niasanne Howell - musicista
- Marylou Johnston - musicista
- Kevin Case - musicista
- Barbara Haffner - musicista
- Larry Glazier - musicista
- Judy Stone - musicista
- Brendan O'Brien - produttore
- Robert Bowker - cantante
- Jeffrey Morrow - cantante
- Rob Trow - cantante